# بورسبورن
بورسبورن (به آلمانی: Börsborn) یک شهر در آلمان است که در Glan-Münchweiler واقع شده‌است. بورسبورن ۳۹۲ نفر جمعیت دارد.